# Buthiers (Haute-Saône)
Buthiers é uma comuna francesa na região administrativa de Borgonha-Franco-Condado, no departamento de Alto Sona. Estende-se por uma área de 5,69 km². Em 2010 a comuna tinha 310 habitantes (densidade: 54,5 hab./km²).